# Keep Yourself Alive
«Keep Yourself Alive» (укр. Залишайся в живих) — пісня британського рок-гурту «Queen». Написана гітаристом Браяном Меєм, вона стала першим треком дебютного альбому гурту — «Queen» (1973). Вона стала першим синглом «Queen», на Б-стороні якого була пісня «Son and Daughter». «Keep Yourself Alive» була значною мірою проігнорована після її випуску, вона не змогла потрапити до чартів по обидва боки Атлантики. Вона також була перевидана на синглі з піснею «Lily of the Valley» на Б-стороні у 1974 році.
У 2008 році журнал «Rolling Stone» помістив пісню на 31 місце в списку «100 найкращих гітарних соло всіх часів».

## Написання і запис
За словами Марка Ходкінсона, автора книги «Queen: ранні роки», «Keep Yourself Alive» була задумана на акустичних гітарах під час практичних занять «Queen» в Імперському коледжі і в саду на Феррі-роуд у 1970 році. У той час «Queen» ще не знайшла постійного басиста, до гурту входили гітарист Браян Мей, співак Фредді Мерк'юрі і ударник Роджер Тейлор. В одній з радіопередач, присвячених альбому «News of the World» 1977 року, гітарист сказав, що спочатку сенс пісні повинен був бути іронічним, глузливим, але це змінилося, коли пісню заспівав Фредді Мерк'юрі.
Перша версія пісні «Keep Yourself Alive» була записана влітку 1971 року в студії «De Lane Lea». Композиція була спродюсована Луї Остіном, вона включала вступ, награний на акустичній гітарі Браяна Мея «Hairfred». Всі елементи композиції вже були наявні на час запису, включаючи вокальну техніку «оклик-відповідь», яку Фредді Мерк'юрі виконував у куплетах та Роджер Тейлор у перервах, під час яких Тейлор співав рядки, а Мерк'юрі відповідав на них. Для Браяна Мея демо-версія цієї пісні лишається найкращою працею до сьогодні.
Згодом гурт декілька разів намагався «відтворити магію» демо-запису пісні у студійній версії, коли вони робили її фінальний запис у студії «Trident». Версія, змікшована Майком Стоуном виявилася єдиною прийнятною для них, і саме вона і була випущеною як сингл. Ця версія містить гармонії вокалу Фредді Мерк'юрі у приспівах (багатошаровість виконував він сам) та вокал Браяна Мея у рядку «two steps nearer to my grave» замість вокалу Мерк'юрі, котрий виконував цей рядок під час живих виступів і у ранніх версіях. У версії не присутня акустична гітара. Цей запис не використовує акустичну гітару; у нотних роздруківках «Off the Record», від видавництва «EMI Music Publishing», перераховані як мінімум сім партій електрогітари, в одній з яких помітно використовується ефект фазування. Версія синглу також містить рядок «Come on and get it, get it, get it boy, keep yourself alive», котрого не було в оригінальній версії.

## Живе виконання
Новостворений у 1970 році гурт «Queen» швидко додав «Keep Yourself Alive» до списку пісень для живого виконання. Мерк'юрі зазначав, що пісня «була дуже хорошим способом розповісти людям, що таке „Queen“ в ті дні» (видання «RAM», 21 травня 1976 року, сторінка 17). До концертної версії пісні було додано соло на ударних, виконане Тейлором та один рядок, який він співав/наговорював Мерк'юрі.
Пісня «Keep Yourself Alive» була частиною списку композицій, які гурт виконував на своїх турне до ранніх 1980-х. Під час турне 1980 та 1981 років гурт виконував імпровізовану джем-сесію перед початком пісні і після соло на ударних. Джем-сесія переходила в ударне соло на литаврах Тейлора, після чого до пісні додавалося гітарне соло Мея із ефектом відлуння, в кінці чого обоє виконань безперервно переходили або у фінальну частину пісні «Brighton Rock», або у гітарну та ударну кульмінацію, або у попурі з альбому-саундтреку «Flash Gordon» (котре складається із «Battle Theme»/«Flash's Theme»/«The Hero»). Гурт не виконував таку схематику пісні до 1984 року, проте опісля почав додавати її до частини попурі на гастролях на підтримку альбому «The Works», яке складалося зі старих пісень гурту (композицій «Somebody to Love», «Killer Queen», «Seven Seas of Rhye» і «Liar»).
Під час живих виконань Мерк'юрі часто виконував рядок «all you people keep yourself alive» (який присутній лише двічі у студійній версії) замість більш частішого рядка «take you all your time and a money honey you'll survive». Такий вибір, скоріш за все, був зроблений задля легшої вимови фраз та меншої кількості складів.

## Реліз і відгуки
«EMI Records» випустив «Keep Yourself Alive» як сингл у Великій Британії 6 липня 1973 року, за тиждень до того, як альбом «Queen» потрапив в магазини. Кілька місяців по тому, 9 жовтня 1973 року, «Elektra Records» випустив сингл в США. Однак «Keep Yourself Alive» отримала короткий термін радіотрансляції і значною мірою була проігнорована по обидва боки Атлантики, вона не змогла потрапити у чарти ні у Великій Британії, ні у США. Згідно біографу «Queen» Марку Ходкінсону, хоча «п'ять разів в різному порядку, агенти „EMI“ намагалися закріпити її в списку відтворення у плей-листі [британського „Radio 1“]», їм щоразу відмовляли, за повідомленнями, тому що запис «занадто довго тривав», «Keep Yourself Alive» залишається єдиним синглом «Queen», який не потрапив у чарти Великої Британії.
Відгуки британської музичної преси на сингл були змішаними. «New Musical Express» похвалила «чисто записану» пісню, а також «[д]оброго співака», і зауважила, що якби «Queen» «виглядали хоча б наполовину так добре, як вони звучать, то вони могли б бути грандіозними». Оглядач із «Melody Maker» відчував, що «Queen» «почали добре важко фазованим гітарним вступом в енергійну вокальну атаку», але на його думку пісня була неоригінальна, й навряд чи їй судилося стати хітом. З іншого боку критик журналу «Disc» вважав, що пісня «піде добре». Оглядач хвалив соло ударника в «Keep Yourself Alive», а також «непривабливо скований у стилі Гендрікса провідний риф». «South Yorkshire Times» оцінило сингл як «добрий»; газета пророкувала, що «якщо можна судити по цьому дебютному звучанню „Queen“, в майбутньому їх буде цікаво слухати». В огляді альбому «Queen» для журналу «Rolling Stone», Гордон Флетчер розхвалив «Keep Yourself Alive» як «справді крутий хід саме в точку (ривок до горла)».
Ретроспективно відзначається, що «Keep Yourself Alive» була родзинкою в непослідовному в інших відношеннях дебютному альбомі «Queen». Стівен Томас Ерлвайн з «AllMusic» писав, що хоча «Queen» «надто часто… грає наче послідовність ідей, а не чітко визначену пісню, це правило має виняток — дика шалена пісня-відкриття „Keep Yourself Alive“, одна з найкращих у них». У 2008 році «Rolling Stone» поставив пісню на 31 позицію в списку «100 найкращих гітарних соло всіх часів». Журнал назвав «Keep Yourself Alive» «програмною заявою Браяна Мея, накладені одна на одну фаланги гітари плакали в унісон, у ритмі й текстурі з ефектом що аж випліскувався… в одну пісню впхали стільки рифів, що вистачило б на альбом».

## Музиканти
- Фредді Мерк'юрі — головний вокал, бек-вокал
- Браян Мей — електрогітара, головний вокал (у переході), бек-вокал
- Роджер Тейлор — ударні, тамбурин, тронка, головний вокал (у переході), бек-вокал
- Джон Дікон — бас-гітара

## Трек-лист
7" (1973 британський реліз)
1. «Keep Yourself Alive» (Браян Мей) — 3:47
2. «Son and Daughter» (Браян Мей) — 3:21

7" (1975 американський реліз)
1. «Keep Yourself Alive» (Браян Мей) — 3:47
2. «Lily of the Valley» (Фредді Мерк'юрі) — 1:43
3. «God Save the Queen» (Браян Мей) — 1:11